# Walter Massey
Walter Massey (ur. 19 sierpnia 1928, zm. 4 sierpnia 2014) – kanadyjski aktor filmowy i głosowy.
Zmarł w wieku 85 lat.

## Filmografia
- 2007: Święta Dennisa Rozrabiaki jako Wilbur Newman

### Role głosowe
- 1989: Ekoludki i Śmiecioroby jako Kopciuch
- 1990: Latające misie jako  Platon (Plato)
- 1993: David Copperfield jako doktor
- 2009: Aksamitny królik jako Doktor Kennedy